# 2002 na literatura

## Eventos
- José Saramago - O Homem Duplicado

## Mortes
| Data           | Nome                 | Profissão                                       | Nacionalidade  | Observações | Ref |
| -------------- | -------------------- | ----------------------------------------------- | -------------- | ----------- | --- |
| 15 de Abril    | Damon Knight         | editor, crítico e escritor de ficção científica | Estados Unidos | n. 1922     |     |
| 13 de Setembro | Alexander Kazantsev  | engenheiro e escritor de ficção científica      | Cazaquistão    | n. 1906     |     |
| 17 de Dezembro | Evandro Lins e Silva | jurista, jornalista, escritor e político        | Brasil         | n. 1912     |     |

## Prémios literários
- Nobel de Literatura - Imre Kertész.
- Prémio Camões - Maria Velho da Costa[1]
- Prémio Machado de Assis - [[Wilson Martins]]
- Prémio Hans Christian Andersen - Aidan Chambers